# Efterskolen Solgården
Efterskolen Solgården er en efterskole drevet af Luthersk Mission. Skolen lægger vægt på tydelig formidling af kristendommens budskab. Skolen blev oprettet i 1978 og er beliggende i Tarm i Vestjylland. På efterskolen er der mulighed for at tage såvel 9. som 10. klasse. Skolen er den største af Luthersk Missionsforenings fire efterskoler, som udover Solgården omfatter Sædding Efterskole, Løgumkloster Efterskole og Stubbekøbing Efterskole.
Skolens bygninger har tidligere rummet et børnehjem med børn fra socialt belastede familier.